# Splendrillia houbricki
Splendrillia houbricki é uma espécie de gastrópode do gênero Splendrillia, pertencente a família Drilliidae.